# 逆走
| ウィキペディアには「逆走」という見出しの百科事典記事はありません（タイトルに「逆走」を含むページの一覧/「逆走」で始まるページの一覧）。 代わりにウィクショナリーのページ「逆走」が役に立つかもしれません。 |